# Aprilie
ianuarie • februarie • martie  • aprilie  • mai  • iunie  • iulie  • august  • septembrie  • octombrie  • noiembrie  • decembrie

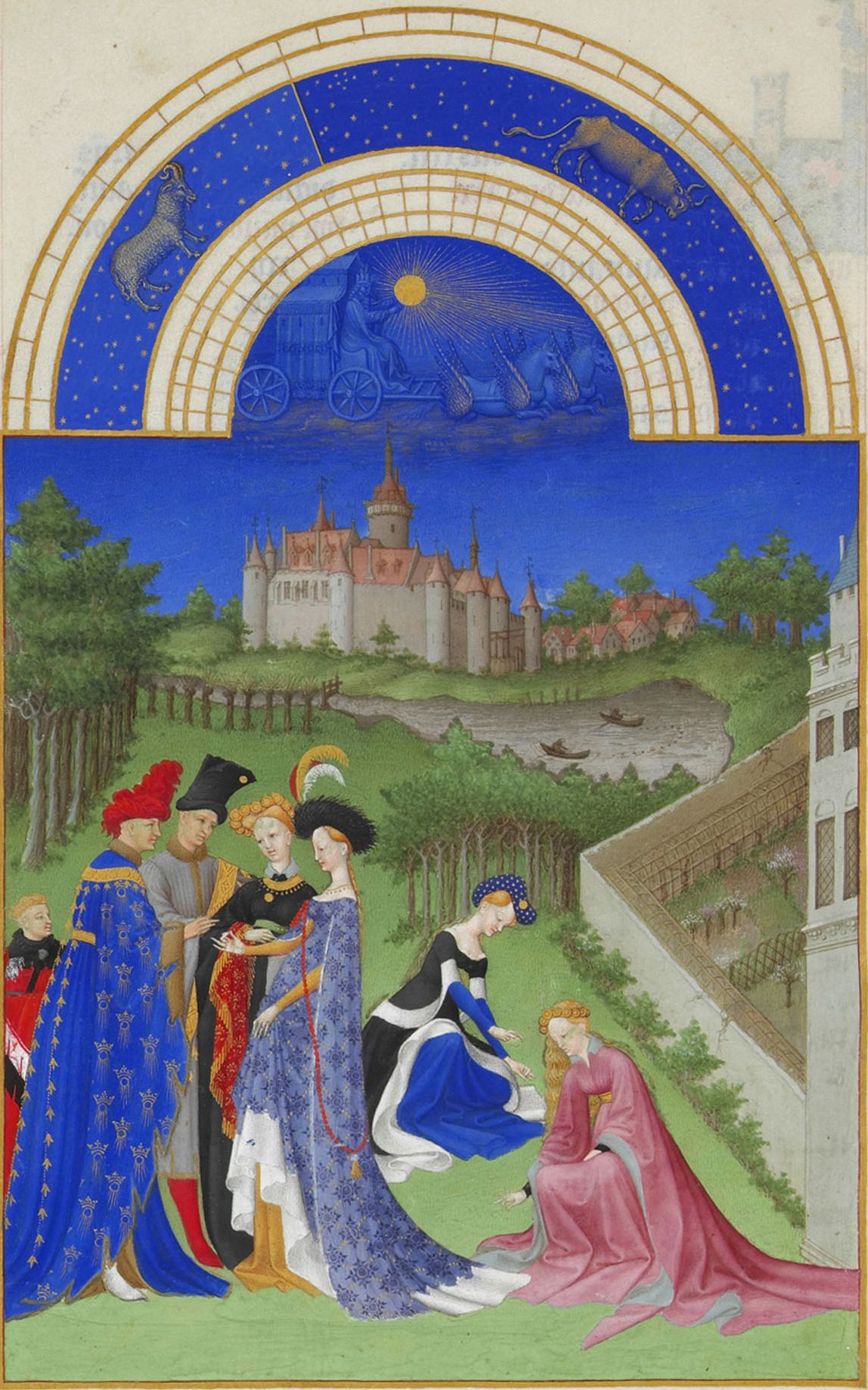
Aprilie - Les Très Riches Heures du duc de Berry

Aprilie sau prier (pronunțieⓘ) este a patra lună a anului în calendarul gregorian și una dintre cele patru luni gregoriene cu o durată de 30 de zile.
Aprilie începe (astrologic) cu soarele în semnul Berbecului și sfârșește în semnul Taurului. Din punct de vedere astronomic, luna aprilie începe cu soarele în constelația Peștilor și se sfârșește cu soarele în constelația Berbecului.
Numele lunii aprilie (latină: Aprilis) vine de la cuvântul latinesc aperio, ire = a deschide, deoarece în aprilie se deschid mugurii plantelor.
Înainte de anul 700 î.Hr., luna aprilie era a doua lună a anului în calendarul roman și avea 29 de zile. După ce Iuliu Cezar a introdus calendarul iulian în 45 î.Hr., luna aprilie avea 30 de zile și devenea a patra lună a anului.
Grecii numeau luna aprilie Mounichion. În România, luna aprilie, popular, se numește prier, florariu, traista-n băț. În aprilie continuă semănăturile de primăvară, se închid țarinele pentru pășunatul devălmaș, se formează turmele, se tund oile înainte de a fi urcate la munte, se construiesc sau se repară țarcurile și oboarele pentru vite etc. 
Aprilie începe cu aceeași zi a săptămânii ca și iulie în toți anii și ca ianuarie în anii bisecți. 
Soarele și Luna
Soarele — la începutul lunii aprilie soarele răsare la ora 06:57 și apune la ora 19:43, iar la sfârșitul lunii răsare la ora 06:08 și apune la ora 20:19.
Fazele Lunii: la 3 aprilie — Luna la Primul Pătrar 21:39; la 11 aprilie — Lună Plină (Luna începe să descrească) 09:08; la 19 aprilie — Luna la Ultimul Pătrar 12:57; la 26 aprilie — Lună Nouă (Luna începe să crească) 15:16.
Simbolurile lunii aprilie
- Semnele zodiacale al lunii aprilie sunt Berbecul (până la 20 aprilie) și Taurul (de la 21 aprilie).
- Piatra lunii aprilie este diamantul.
- Florile lunii aprilie sunt margareta (Bellis perennis) si floarea de mazăre sau sângele voinicului.

Evenimente și tradiții
- 1 aprilie - Ziua păcălelilor
- 3 aprilie - Ziua NATO în România. Ziua Jandarmeriei Române
- 7 aprilie - Ziua mondială a sănătății
- 8 aprilie - Ziua Internațională a Rromilor
- 18 aprilie - Ziua Internațională a Monumentelor și Locurilor Istorice
- 22 aprilie - Ziua Planetei Pământ
- 29 aprilie - Ziua Mondială a Dansului

Caragiale - Calendar
I.L.Caragiale spunea în Calendar despre luna aprilie: Un orator în Cameră aduce un proiect de lege pentru stârpirea muștelor, care prevede un al optulea minister cu un buget de 15.576.315 lei noi pe an.